# イ・ヘビン
イ・ヘビン（1985年11月13日 ）は大韓民国の元歌手であり、モデルである。

## 学歴
- 東徳女子大学 モデル学科

## キャリア
- 2003年：メンバー（ハリデー）専属モデル、ソウルコレクションチ・チュンヒデザイナーファッションショーモデル
- 2010年：グループ Nine Musesメンバー

## レコード
ko:나인뮤지스#음반_활동 参照